# Schouwen (voormalig eiland)

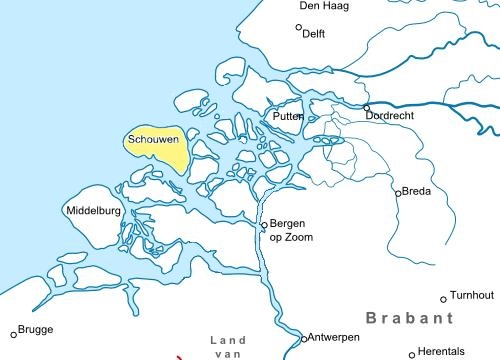
Schouwen in het geel weergegeven in 1350

Schouwen is een voormalig eiland dat tegenwoordig deel uitmaakt van de Nederlandse gemeente Schouwen-Duiveland.

## Geschiedenis

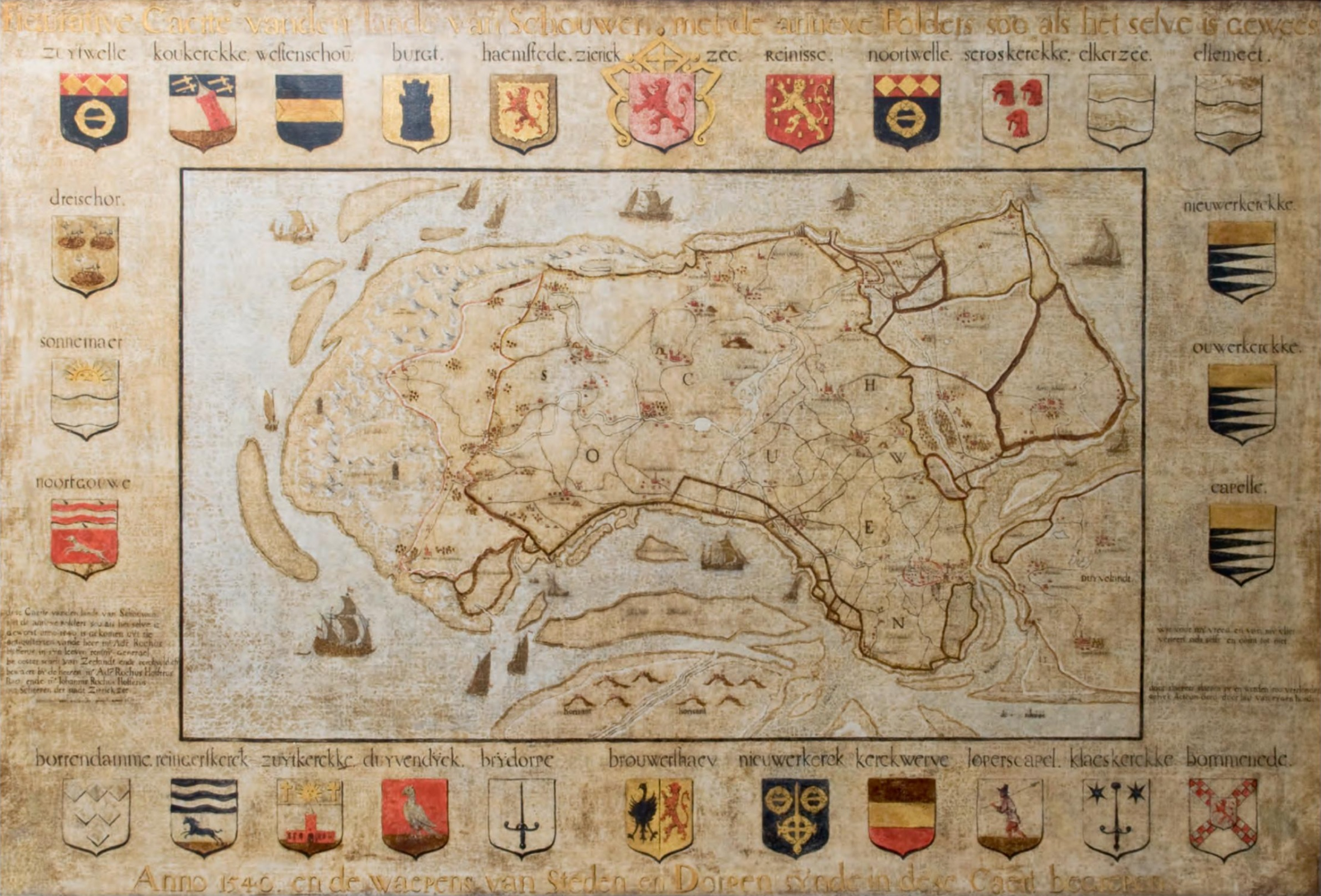
Kaart van Schouwen, kopie uit 1690 van oudere verloren gegane kaart uit ca. 1540.

Ter plaatse bevond zich een groot veengebied dat al voor de jaartelling door de zee werd aangetast. Later werd in het gebied zeeklei afgezet. Zo ontstond een eiland tussen het Schouwemarediep en de Oosterschelde, dat van de eilanden Bommenede, Dreischor en Duiveland was gescheiden door een zeearm, de Gouwe. Na de stormvloed van 1134 werd rond Schouwen een ringdijk aangelegd.
De zuidelijke kustlijn van Schouwen schoof tussen 1300 en 1700 een viertal kilometer op in noordelijke richting. De zeedijk lag vroeger ter hoogte van de huidige Roggenplaat in de Oosterschelde, maar de volgende eeuwen ging zo'n 3000 ha grond verloren en verschillende kerkdorpen en gehuchten in het Zuidland verdwenen.
In de middeleeuwen was Schouwen opgedeeld in "zesdedelen", namelijk Haamstede, Brijdorpe, Kerkwerve, het Poort- of Quaelambacht (bij Zierikzee) en het Zuidland, alle binnen de Polder Schouwen, en het zesdedeel Burgh en Westland in de gelijknamige polder. Tegen midden de 16de eeuw was het Zuidland grotendeels in het water verdwenen, en sindsdien had men het over de "vierendelen" van de polder, namelijk het Westervierendeel, het Oostervierendeel, het Zuidervierendeel, en het Poortambacht.
In 1374 werd de noordelijke tak van de Gouwe afgesloten door twee dammen en ingepolderd (Noordgouwe). De Sonnemare, tussen Bommenede en Dreischor, verzandde nu snel en werd in 1401 ingepolderd. In 1610 werd ten slotte een dam aangelegd tussen Schouwen en Duiveland.
Op Schouwen lagen de plaatsen Renesse, Brijdorpe, Haamstede (met Slot Haamstede uit 1150), Burgh (ontstaan uit een ringwalburg), Koudekerke, en de havenstad Zierikzee die oorspronkelijk toebehoorde aan de Sint-Baafsabdij in Gent. Rond 1285 werd de plaats Brouwershaven gesticht, die in 1403 stadsrechten kreeg.